# 쿠프 드 라 리그

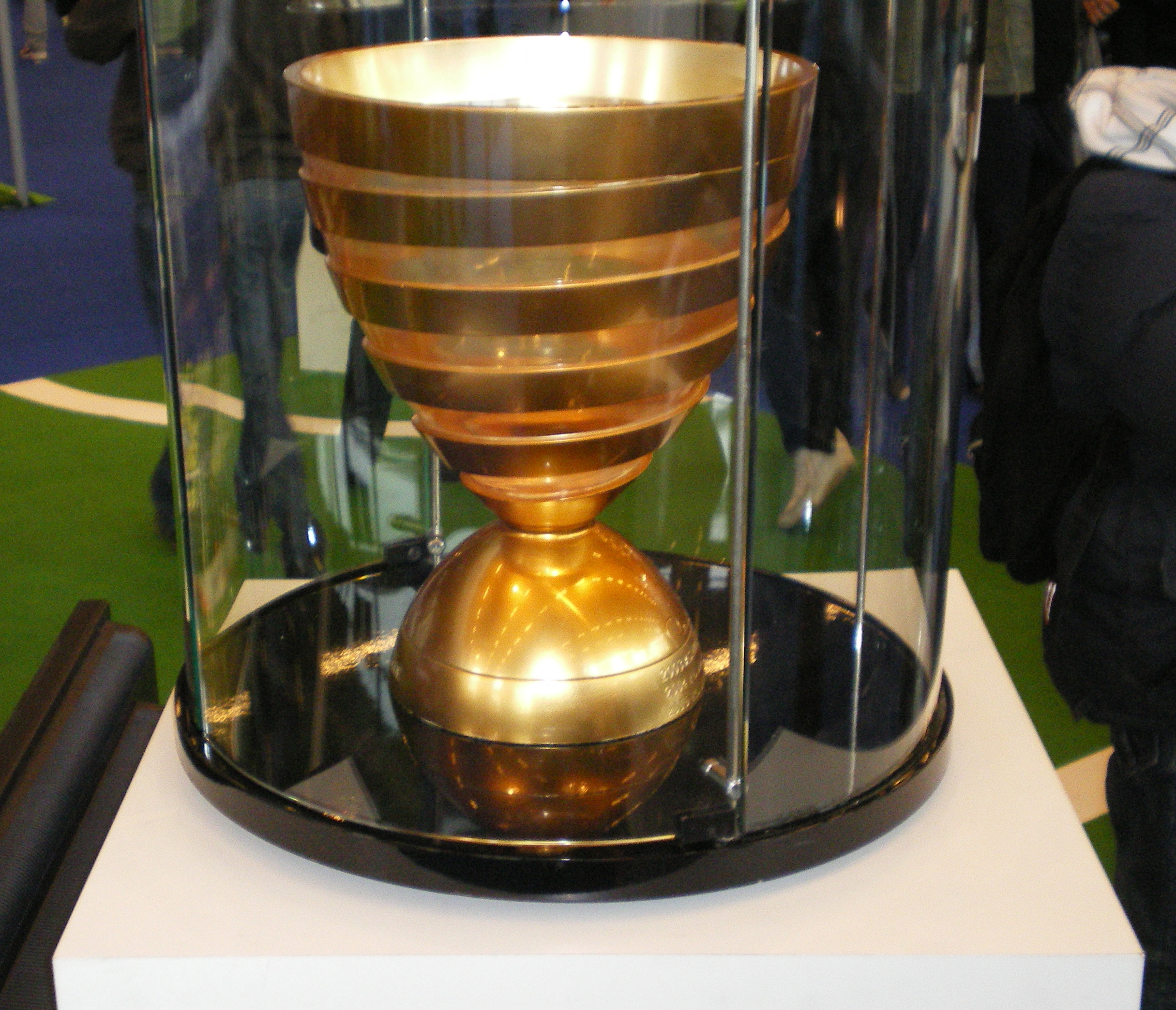

쿠프 드 라 리그(Coupe de la Ligue), 혹은 프랑스 리그컵은 프랑스 프로축구 연맹이 주관하는 리그컵으로 토너먼트 형식의 축구 대회이다. 1995년부터는 우승 팀이 UEFA 유로파리그에 참가하고 있다. 쿠프 드 프랑스와 달리 프로 클럽들만 참가할 수 있다.
2006/07 시즌부터는 지난 시즌 리그 1의 상위 2팀에게는 UEFA 챔피언스리그에 집중할 수 있도록 하기 위해 2회전에서 부전승을 주어준다. 이 부전승으로 인해 올림피크 리옹과 지롱댕 보르도는 챔피언스리그 16강에서 떨어진 후 쿠프 드 라 리그 결승전에서 만났다.
2019년에는 RC 스트라스부르가 우승했으며, 쿠프 드 라 리그 2018-19 시즌 결승전에서 EA 갱강을 0:0 연장전까지 비기고, 승부차기에서 4-1 승리하여 우승하였다.
2020년에는 파리 생제르맹이 올림피크 리옹과 결승전에서 만나 연장전까지 0:0인 상황에서 승부차기에 돌입해서 6:5로 승리하며 리그 앙, 쿠프 드 프랑스 우승에 이어 쿠프 드 라 리그까지 우승하며 리그 3관왕을 달성했다.
쿠프 드 라 리그 2019–20 시즌이 이 대회의 마지막 대회가 될 것이고, 프랑스 프로축구연맹이 "시즌 일정을 줄이"려고 이 대회를 무기한 폐지하기로 투표하여 가결되었다.

## 역대 결승
| 연도               | 우승 팀              | 점수                        | 준우승 팀          |
| ------------------ | -------------------- | --------------------------- | ------------------ |
| 2020 (마지막 대회) | 파리 생제르맹        | 0-0 (연장전) 6-5 (승부차기) | 올림피크 리옹      |
| 2019               | 스트라스부르         | 0-0(연장전) 4-1(승부차기)   | EA 갱강            |
| 2018               | 파리 생제르맹        | 3-0                         | AS 모나코 FC       |
| 2017               | 파리 생제르맹        | 4-1                         | AS 모나코 FC       |
| 2016               | 파리 생제르맹        | 2-1                         | 릴 OSC             |
| 2015               | 파리 생제르맹        | 4-0                         | SC 바스티아        |
| 2014               | 파리 생제르맹        | 2-1                         | 올랭피크 리옹      |
| 2013               | AS 생테티엔          | 1-0                         | 스타드 렌 FC       |
| 2012               | 올랭피크 드 마르세유 | 1-0 (연장전)                | 올랭피크 리옹      |
| 2011               | 올랭피크 드 마르세유 | 1-0                         | 몽펠리에           |
| 2010               | 올랭피크 드 마르세유 | 3-1                         | 지롱댕 보르도      |
| 2009               | 지롱댕 보르도        | 4-0                         | 반 OC              |
| 2008               | 파리 생제르맹        | 2-1                         | RC 랑스            |
| 2007               | 지롱댕 보르도        | 1-0 (연장전)                | 올랭피크 리옹      |
| 2006               | AS 낭시              | 2-1                         | OGC 니스           |
| 2005               | RC 스트라스부르      | 2-1                         | SM 캉              |
| 2004               | FC 소쇼              | 1-1 (연장전) 5-4 (승부차기) | FC 낭트            |
| 2003               | AS 모나코            | 4-1                         | FC 소쇼            |
| 2002               | 지롱댕 보르도        | 3-0                         | FC 로리앙          |
| 2001               | 올림피크 리옹        | 2-1 (연장전)                | AS 모나코          |
| 2000               | FC 괴뇽              | 2-0                         | 파리 생제르맹 FC   |
| 1999               | RC 랑스              | 1-0                         | FC 메스            |
| 1998               | 파리 생제르맹        | 2-2 (연장전) 4-2 (승부차기) | 지롱댕 보르도      |
| 1997               | RC 스트라스부르      | 0-0 (연장전) 7-6 (승부차기) | 지롱댕 보르도      |
| 1996               | FC 메스              | 0-0 (연장전) 5-4 (승부차기) | RC 랑스            |
| 1995               | 파리 생제르맹        | 2-0                         | SC 바스티아        |
| 1994               | 파리 생제르맹        | 3-2                         | 몽펠리에 HSC       |
| 1992               | 몽펠리에 HSC         | 3-1                         | 앙제 SCO           |
| 1991               | 스타드 드 랭스       | 0-0 (연장전) 4-3 (승부차기) | 샤무아 니오르테 FC |
| 1986               | FC 메스              | 2-1                         | AS 칸느            |
| 1984               | 스타드 라발          | 3-1                         | AS 모나코          |
| 1982               | 스타드 라발          | 3-2                         | AS 낭시            |

1. ↑  “French League Cup to end from 2020 'to reduce season schedule'”. BBC Sport. 2019년 9월 18일. 2019년 9월 18일에 확인함.